# Pantedos
Pantedos (Panthoedus, Πανθοίδος) fou un filòsof dialèctic grec.
Va viure a l'entorn del 270 aC i va escriure un tractat titulat πεοὶ ἀμφιβολιω̂ν, criticat per Crisip de Soli. Diògenes Laerci diu que fou el preceptor de Licó de Troas el filòsof peripatètic (Diogenes Laërtius, v. 68, vii. 193.)